# 1978년 오리콘 1위 싱글 목록
일본에서 한 주간 가장 많이 팔린 싱글은 오리콘 주간 차트에 실리며, 이 차트는 오리콘이 발행하는 잡지 《오리스타》에 개제된다. 판매량은 한 주 동안의 각 싱글의 판매량을 기준으로 오리콘이 종합한다.

## 차트 기록
| 발행일    | 싱글                        | 가수                          | 참고                           |
| --------- | --------------------------- | ----------------------------- | ------------------------------ |
| 1월 2일   | 「UFO」                     | 핑크 레이디                   |                                |
| 1월 9일   | (미발표)                    | (미발표)                      |                                |
| 1월 16일  | 「UFO」                     | 핑크 레이디                   |                                |
| 1월 23일  | 「UFO」                     | 핑크 레이디                   |                                |
| 1월 30일  | 「UFO」                     | 핑크 레이디                   |                                |
| 2월 6일   | 「UFO」                     | 핑크 레이디                   |                                |
| 2월 13일  | 「UFO」                     | 핑크 레이디                   |                                |
| 2월 20일  | 「UFO」                     | 핑크 레이디                   |                                |
| 2월 27일  | 「カナダからの手紙」        | 히라오 마사아키·하타나카 요코 | 2주 연속                       |
| 3월 6일   | 「カナダからの手紙」        | 히라오 마사아키·하타나카 요코 | 2주 연속                       |
| 3월 13일  | 「微笑がえし」              | 캔디즈                        | 3주 연속, 1978년 3월 1위       |
| 3월 20일  | 「微笑がえし」              | 캔디즈                        | 3주 연속, 1978년 3월 1위       |
| 3월 27일  | 「微笑がえし」              | 캔디즈                        | 3주 연속, 1978년 3월 1위       |
| 4월 3일   | 「サウスポー」              | 핑크 레이디                   | 9주 연속, 1978년 4월·5월 1위   |
| 4월 10일  | 「サウスポー」              | 핑크 레이디                   | 9주 연속, 1978년 4월·5월 1위   |
| 4월 17일  | 「サウスポー」              | 핑크 레이디                   | 9주 연속, 1978년 4월·5월 1위   |
| 4월 24일  | 「サウスポー」              | 핑크 레이디                   | 9주 연속, 1978년 4월·5월 1위   |
| 5월 1일   | 「サウスポー」              | 핑크 레이디                   | 9주 연속, 1978년 4월·5월 1위   |
| 5월 8일   | 「サウスポー」              | 핑크 레이디                   | 9주 연속, 1978년 4월·5월 1위   |
| 5월 15일  | 「サウスポー」              | 핑크 레이디                   | 9주 연속, 1978년 4월·5월 1위   |
| 5월 22일  | 「サウスポー」              | 핑크 레이디                   | 9주 연속, 1978년 4월·5월 1위   |
| 5월 29일  | 「サウスポー」              | 핑크 레이디                   | 9주 연속, 1978년 4월·5월 1위   |
| 6월 5일   | 「ダーリング」              | 사와다 켄지                   |                                |
| 6월 12일  | 「時間よ止まれ」            | 야자와 에이키치               | 3주 연속, 1978년 6월 1위       |
| 6월 19일  | 「時間よ止まれ」            | 야자와 에이키치               | 3주 연속, 1978년 6월 1위       |
| 6월 26일  | 「時間よ止まれ」            | 야자와 에이키치               | 3주 연속, 1978년 6월 1위       |
| 7월 3일   | 「Mr.サマータイム」         | 서커스                        |                                |
| 7월 10일  | 「モンスター」              | 핑크 레이디                   | 8주 연속, 1978년 7월·8월 1위   |
| 7월 17일  | 「モンスター」              | 핑크 레이디                   | 8주 연속, 1978년 7월·8월 1위   |
| 7월 24일  | 「モンスター」              | 핑크 레이디                   | 8주 연속, 1978년 7월·8월 1위   |
| 7월 31일  | 「モンスター」              | 핑크 레이디                   | 8주 연속, 1978년 7월·8월 1위   |
| 8월 7일   | 「モンスター」              | 핑크 레이디                   | 8주 연속, 1978년 7월·8월 1위   |
| 8월 14일  | 「モンスター」              | 핑크 레이디                   | 8주 연속, 1978년 7월·8월 1위   |
| 8월 21일  | 「モンスター」              | 핑크 레이디                   | 8주 연속, 1978년 7월·8월 1위   |
| 8월 28일  | 「モンスター」              | 핑크 레이디                   | 8주 연속, 1978년 7월·8월 1위   |
| 9월 4일   | 「銃爪」                    | 세라 마사노리 & 트위스트      |                                |
| 9월 11일  | 「君のひとみは10000ボルト」 | 호리우치 타카오               | 3주 연속, 1978년 9월 1위       |
| 9월 18일  | 「君のひとみは10000ボルト」 | 호리우치 타카오               | 3주 연속, 1978년 9월 1위       |
| 9월 25일  | 「君のひとみは10000ボルト」 | 호리우치 타카오               | 3주 연속, 1978년 9월 1위       |
| 10월 2일  | 「透明人間」                | 핑크 레이디                   | 1978년 10월 1위                |
| 10월 9일  | 「君のひとみは10000ボルト」 | 호리우치 타카오               | 통산 4주                       |
| 10월 16일 | 「透明人間」                | 핑크 레이디                   | 3주 연속, 통산 4주             |
| 10월 23일 | 「透明人間」                | 핑크 레이디                   | 3주 연속, 통산 4주             |
| 10월 30일 | 「透明人間」                | 핑크 레이디                   | 3주 연속, 통산 4주             |
| 11월 6일  | 「季節の中で」              | 마츠야마 치하루               | 6주 연속, 1978년 11월·12월 1위 |
| 11월 13일 | 「季節の中で」              | 마츠야마 치하루               | 6주 연속, 1978년 11월·12월 1위 |
| 11월 20일 | 「季節の中で」              | 마츠야마 치하루               | 6주 연속, 1978년 11월·12월 1위 |
| 11월 27일 | 「季節の中で」              | 마츠야마 치하루               | 6주 연속, 1978년 11월·12월 1위 |
| 12월 4일  | 「季節の中で」              | 마츠야마 치하루               | 6주 연속, 1978년 11월·12월 1위 |
| 12월 11일 | 「季節の中で」              | 마츠야마 치하루               | 6주 연속, 1978년 11월·12월 1위 |
| 12월 18일 | 「カメレオン・アーミー」    | 핑크 레이디                   | 5주 연속, 1979년 1월 1위       |
| 12월 25일 | 「カメレオン・アーミー」    | 핑크 레이디                   | 5주 연속, 1979년 1월 1위       |

## 연간 TOP 10
※ 집계: 1977년 12월 5일 - 1978년 11월 27일
- 1위: 핑크 레이디 「UFO」
- 2위: 핑크 레이디 「サウスポー」
- 3위: 핑크 레이디 「モンスター」
- 4위: 호리우치 타카오 「君のひとみは10000ボルト」
- 5위: 캔디즈 「微笑がえし」
- 6위: 핑크 레이디 「透明人間」
- 7위: 히라오 마사아키·하타나카 요코 「カナダからの手紙」
- 8위: 서커스 「Mr.サマータイム」
- 9위: 야자와 에이키치 「時間よ止まれ」
- 10위: 나카지마 미유키 「わかれうた」